# Stephen Carter, Baron Carter of Barnes
Stephen Andrew Carter, Baron Carter of Barnes, CBE, PC (* 12. Februar 1964) ist ein schottischer Geschäftsmann und Politiker der Labour Party, der zuvor Minister für Kommunikation, Technologie und Rundfunk in der britischen Regierung war. Als Life Peer ist er Mitglied im House of Lords.

## Leben und Karriere
Carter wurde in Schottland geboren und besuchte die Currie High School in Edinburgh. Von 1982 bis 1987 studierte er Rechtswissenschaft an der University of Aberdeen, wo er mit einem LLB Hons abschloss. Er war von 1985 bis 1986 der Präsident der Studentenschaft. Später besuchte er die London Business School sowie das Advanced Management Program der Harvard Business School 1997.
Derzeit ist er Chief Marketing, Strategy and Communication Officer bei Alcatel-Lucent.
Nach der Graduierung von der University of Aberdeen, begann Carter als Auszubildender bei der Werbeagentur J Walter Thompson UK. 1995 wurde er Managing Director und zwei Jahre später Chief Executive. 2000 wurde Carter Chief Operating Officer des britischen Kabelfernsehunternehmens NTL. Als ein von der NYSE gelistetes Unternehmen, saß er der nach Chapter 11 bankruptcy protection proceedings untersuchten NTL vor, welche zu dieser Zeit Schulden in Höhe von £12bn hatte. Ende 2002 verließ Carter NTL, als die Gruppe bereit war, Kapitel 11 auszuführen, mit einer Auszahlung von £1.7 Millionen als Kompensation, was einen Bonus von £600,000 beinhaltet.
Das Unternehmen löste eine Sammelklage von Aktionären aus, die durch Zahlung von $ 9 Millionen im späten 2007 beigelegt wurde.
Am 21. Januar 2003 wurde Carter zum ersten Chief Executive des britischen Medienaufsehers Ofcom. Im Oktober 2006 trat er zurück, sein Nachfolger wurde Ed Richards, bevor er Group Chief Executive bei der Brunswick Group wurde. Zu deren Kunden gehören unter anderem BP, British Airways, BT Group und EMI.
Im Januar 2008 wurde Carter Strategiechef und Hauptberater von Premierminister Gordon Brown in 10 Downing Street. Um dieses Amt aufzunehmen, musste er seine weiteren Ämter als Group chief executive bei der Brunswick Group LLP; die Position als Non-Executive Director bei der Royal Mail Holdings plc und Travis Perkins und als Commissioner der UK Commission for Employment and Skills aufgeben.

## Mitgliedschaft im House of Lords
Im Oktober 2008 wurde Carter zum Parliamentary Under-Secretary of State (Unterstaatssekretär) für Kommunikation, Technologie und Rundfunk ernannt. Er war im DBIS (zuvor DBERR) und dem DCMS und im National Economic Council des Premierministers. Da Carter kein Mitglied des Parlaments war, war es notwendig ihn zum Mitglied des House of Lords zu ernennen. Daher wurde er am 15. Oktober 2008 zum Life Peer als Baron Carter of Barnes, of Barnes in the London Borough of Richmond upon Thames, ernannt und am 16. Oktober 2008 ins House of Lords eingeführt. Dabei wurde er von David Currie, Baron Currie of Marylebone und David Puttnam unterstützt. Im House of Lords saß er als Minister auf den vorderen Bänken.
Carter wurde zum Vorsitzenden (Chairman) des Board of Governors der Ashridge Business School ernannt und ist Vizepräsident (Vice-President) von UNICEF in Großbritannien.
Am 4. März 2010 wurde Carter als neuer Chief Marketing, Strategy and Communication Officer für Alcatel-Lucent. Im House of Lords meldete er sich am 2. Dezember 2009 zuletzt zu Wort. An einer Abstimmung nahm er zuletzt am 29. Juni 2009 teil.
Seine Anwesenheit war als Minister sehr unregelmäßig und nahm im Anschluss stark ab. Zuletzt war er 2010 anwesend. Seit dem 14. Juli 2011 ist er durch einen vom House of Lords vergebenen Leave of Absence beurlaubt.

## Rücktritt
Carter kündigte am 11. Juni 2009 an, dass er von seinem Amt als Minister zurücktreten werde, nach der Veröffentlichung seines Digital Britain-Berichts, nur 18 Monate nach Beginn seiner politischen Karriere. Die Neuigkeiten, welche die Regierung zunächst geheim halten wollte, sickerten an die Presse durch.

## Weitere Ämter und Ehrungen
Carter ist Mitglied des Aufsichtsrates (Board) von 2Wire Inc, Senior Vice President und Chief Marketing officer für Strategie und Kommunikation, sowie Non-executive Director von Informa plc.
Er ist Mitglied des Treuhandrates (Trustee) der Royal Shakespeare Company.
Carter wurde 2007 zum Commander des Order of the British Empire ernannt.